# Behrendsgrund
Koordinaten: 51° 57′ 49″ N, 8° 35′ 9″ O

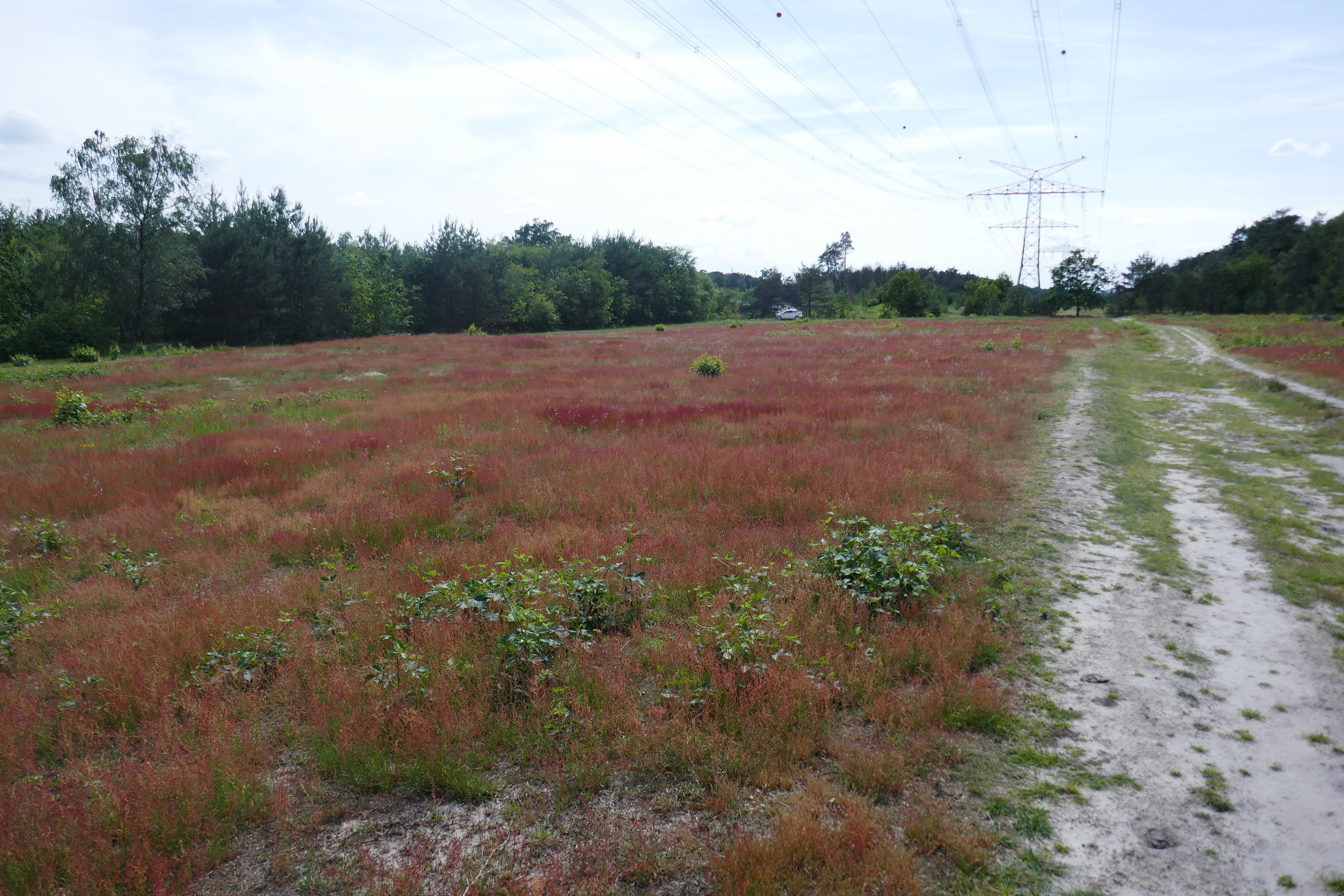
Naturschutzgebiet Behrendsgrund (Juni 2019)

Das Naturschutzgebiet Behrendsgrund liegt im Stadtbezirk Senne der kreisfreien Stadt Bielefeld in Nordrhein-Westfalen. 
Das Gebiet erstreckt sich entlang der südöstlich verlaufenden A 2 bzw. der Stadtbezirksgrenze zu Sennestadt. Am nordöstlichen Rand des Gebietes verläuft die Landesstraße L 787 und südwestlich die L 756. Nordwestlich, nördlich und nordöstlich erstreckt sich das etwa 542 ha große Naturschutzgebiet Östlicher Teutoburger Wald (LP BI-Senne).

## Bedeutung
Das etwa 44,7 ha große Gebiet wurde im Jahr 2005 unter der Schlüsselnummer BI-002 unter Naturschutz gestellt. Schutzziel ist der Erhalt eines ausgedehnten langgestreckten Vegetationskomplexes aus nährstoffarmen Offenlandbiotopen als seltene und gefährdete Lebensräume der Bielefelder Senne.